# Distrito de Quisqui
El Distrito de Quisqui es uno de los doce que conforman la Provincia de Huánuco, en el Departamento de Huánuco, bajo la administración del Gobierno Regional de Huánuco, (Perú). 

## Historia
El distrito fue creado mediante Ley N.º 12564 del 26 de enero de 1956, en el gobierno del Presidente Manuel A. Odría.

## Geografía
Tiene una superficie de 157,34 km². Su capital es el poblado de Huancapallac, una ciudad pintoresca que está 2 500 m s. n. m.

### Población
5 353 habitantes

## Autoridades

### Municipales
- 2019 - 2022[2]
  - Alcalde: Félix Ascencio Chávez, del Movimiento Político Hechos y No Palabras.
  - Regidores:

  1. Gregorio Urbano Ponce Raymundo (Movimiento Político Hechos y No Palabras)
  2. Jaime Alvarado Fernández (Movimiento Político Hechos y No Palabras)
  3. Mercedes Daniela Cervantes Huerta (Movimiento Político Hechos y No Palabras)
  4. Alfredo Figueroa Pérez (Movimiento Político Hechos y No Palabras)
  5. Eustabio Eugenio Rojas Raymundo (Avanza País - Partido de Integración Social)

Alcaldes anteriores
- 2015-2018: Augusto Abal Mori - Partido Político Acción Popular
- 2011-2014:[3] Félix Ascencio Chávez, Movimiento Político Hechos y No Palabras (HyNP).
- 2007-2010: Félix Elvis Acosta Gonzales.

## Fiestas
- 26 de enero: Aniversario de distrito.
- Mes de junio: Fiesta de la semilla (Muru Raymi)